# Deep Cover
Deep Cover är en brittisk kriminalkomedifilm som hade premiär på Prime Video den 12 juni 2025. Filmen är regisserad av Tom Kingsley efter ett manus skrivet av Derek Connolly, Colin Trevorrow och Ben Ashenden.

## Handling
Tre improvisationsskådespelare ombeds av polisen att gå undercover i Londons kriminella undre värld.

## Rollista (i urval)
- Bryce Dallas Howard
- Orlando Bloom
- Nick Mohammed
- Ian McShane
- Paddy Considine
- Sean Bean
- Sonoya Mizuno